# Patricio Browne
Patricio Barron Browne (ur. ? – zm. ?) – argentyński piłkarz, grający podczas kariery na pozycji pomocnika.

## Kariera klubowa
Patricio Browne rozpoczął karierę w klubie Flores Buenos Aires. Najlepszy okres w karierze Browne'a to lata 1905-1910, kiedy to występował w Alumni AC. 
Z Alumni pięciokrotnie zdobył mistrzostwo Argentyny w 1905, 1906, 1907, 1909, 1910.

## Kariera reprezentacyjna
W reprezentacji Argentyny Browne występował w latach 1905-1910. W reprezentacji zadebiutował 15 sierpnia 1905 w zremisowanym 0-0 meczu z Urugwajem, którym był pierwszym meczem w ramach Copa Lipton.
Ostatni raz w reprezentacji Brown wystąpił 11 września 1910 w wygranym 3-0 towarzyskim meczu z Chile, w którym jedyny raz w karierze pełnił funkcje kapitana. Ogółem w barwach albicelestes wystąpił w 8 meczach.
| Mecze i gole w reprezentacji | Mecze i gole w reprezentacji | Mecze i gole w reprezentacji | Mecze i gole w reprezentacji | Mecze i gole w reprezentacji | Mecze i gole w reprezentacji | Mecze i gole w reprezentacji |
| #                            | Data                         | Miasto                       | Przeciwnik                   | Gol                          | Wynik                        | Rozgrywki                    |
| ---------------------------- | ---------------------------- | ---------------------------- | ---------------------------- | ---------------------------- | ---------------------------- | ---------------------------- |
| 1.                           | 15.08.1905                   | Buenos Aires                 | Urugwaj                      |                              | 0:0                          | Copa Lipton                  |
| 2.                           | 15.08.1906                   | Montevideo                   | Urugwaj                      |                              | 2:0                          | Copa Lipton                  |
| 3.                           | 21.10.1906                   | Buenos Aires                 | Urugwaj                      |                              | 2:1                          | Copa Lipton                  |
| 4.                           | 15.08.1908                   | Montevideo                   | Urugwaj                      |                              | 2:2                          | Copa Lipton                  |
| 5.                           | 13.09.1908                   | Buenos Aires                 | Urugwaj                      |                              | 2:1                          | Copa Newton                  |
| 6.                           | 04.10.1908                   | Buenos Aires                 | Urugwaj                      |                              | 0:1                          | Gran Premio                  |
| 7.                           | 15.08.1909                   | Buenos Aires                 | Urugwaj                      |                              | 2:1                          | Copa Lipton                  |
| 8.                           | 11.09.1910                   | Viña del Mar                 | Chile                        |                              | 3:0                          | towarzyski                   |